# Consulaire Garde

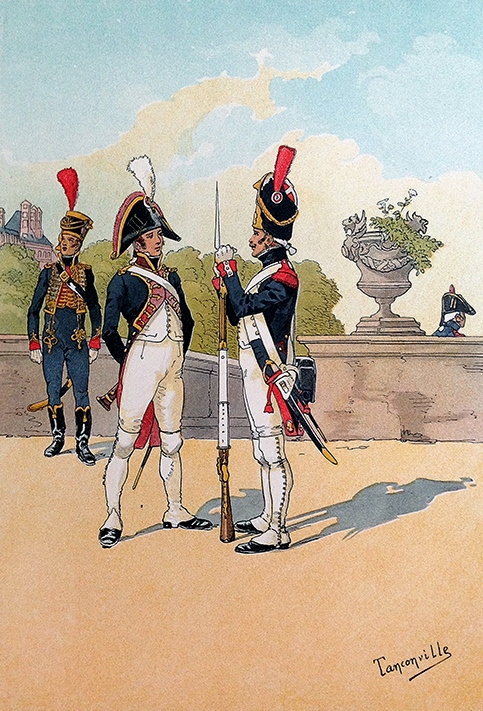
Matroos, muzikant-grenadier en grenadier van de Consulaire Garde

De Consulaire Garde was een escorte van Napoleon Bonaparte. Zij werd opgericht op 28 november 1799 door het samenvoegen van de Garde van het Directoire (Garde du Directoire exécutif) en de Grenadiers van de legislatuur (Grenadiers près la Représentation nationale). Deze formaties hadden oorspronkelijk als belangrijkste taak het beschermen van de uitvoerende en wetgevende macht van de Franse Republiek. In 1804 ging de Consulaire Garde op in de Keizerlijke Garde.

## Geschiedenis
In oktober 1796 besloot het Directoire een garde (een wacht) op te richten om het parlement te beschermen. Deze garde bestond uit manschappen te voet en te paard. Vijf maanden later, op 27 februari 1797, werd besloten om de manschappen te paard de titel van Grenadiers à cheval (Grenadiers te paard) te geven.
Toen Napoleon op 9 november 1799 de macht greep (Staatsgreep van 18 Brumaire), vond hij het noodzakelijk om over een grotere escorte te beschikken. In 1799 bestond de Consulaire Garde uit een regiment grenadiers, een regiment lichte infanterie, twee lichte cavalerieregimenten, en een batterij lichte artillerie, in totaal ongeveer 1300 man en acht kanonnen.
Bij de Slag bij Marengo (1800) telde de Garde 2100 man. Op 18 mei 1804 ging de Consulaire Garde op in de Keizerlijke Garde.